# Martine Perrin
Œuvres principales
Méli-mélo, Petite main petit pouce
Martine Perrin, née en 1965 à Paris, est une illustratrice et auteure de livres français pour la jeunesse. Elle remporte en 2004 et 2006 le prix Sorcières, pour ses livres Méli-Mélo et Qui où quoi,. Elle est membre de la charte des auteurs et des illustrateurs de jeunesse.

## Biographie
Architecte de formation, Martine Perrin se lance tout d'abord dans la réalisation de décors et la scénographie pour le théâtre, ainsi que dans le design,,.
C'est à la naissance de sa fille qu'elle découvre les livres pour enfants, auxquels elle porte rapidement un intérêt. C'est le livre Si j'étais un clown (de la collection La Petite Boule blanche) de Christophe Loupy et Isabelle Dohin qui l'encourage à élaborer ses premiers projets, attirée par le côté graphique, scénographique, le design, et l'idée de construire des livres comme des objets. En 3 mois, elle compte alors une vingtaine de projets sous forme d'esquisses et de maquettes, qu'elle aime confondre avec des projets d'architecture; et qu'elle soumet à des maisons d'édition.
Ainsi, dès 2001, les éditions Milan sont intéressées par ses projets, et en 2003 sont publiés 4 livres intitulés Devine qui je suis ? ,,.
La même année, elle commence à publier la collection Méli-Mélo, dont le premier album est récompensé au Prix Sorcières (catégorie Tout-petits) en 2004, et prix Escapages en 2005,,.
En 2007, elle rencontre Agnès de Lestrade lors d'un salon. Alors que Martine Perrin lui demande un texte à illustrer, Agnès de Lestrade lui propose d'illustrer pour la première fois un texte narratif, Le parapluie de Madame Hô publié en 2007,,.
C'est de la même manière que Olivier Ka finit par lui proposer l'illustration du livre Mon arbre à secrets, publié en 2013.
Ses livres rencontrent un vrai succès auprès de la jeunesse, et certains sont traduits en Italien, Espagnol, Basque, Coréen, Japonais, Anglais et Grec notamment,.

## Publications
- Dans les bois (Éditions SEUIL Jeunesse, 2017)
- Sous les étoiles la terre (Éditions Les Grandes Personnes, 2016)
- Pop up hi-han : à la ferme ! (Éditions SEUIL Jeunesse, 2015)
- Nelson, le coffret (Éditions Les Grandes Personnes, 2015)
- Mon arbre à secrets (Olivier Ka et Martine Perrin, Éditions Les Grandes Personnes, 2013)
- Petite main petit pouce au cirque ! (Éditions SEUIL Jeunesse, 2013)
- Pop up pin pon ! (Éditions SEUIL Jeunesse, 2013)
- Quel bazar à la maison ! (Éditions SEUIL Jeunesse, 2013)
- Petite main petit pouce (Éditions SEUIL Jeunesse, 2012)
- Pop up zoo (Éditions SEUIL Jeunesse, 2012)
- Poussez-pas (Éditions MILAN Jeunesse, 2010)
- Trop c'est trop (Éditions MILAN Jeunesse, 2008)
- Le parapluie de madame Hô (texte Agnès de Lestrade, ill. Martine Perrin, Éditions MILAN Jeunesse, 2007)
- Méli-mélo au pays des kangourous (Éditions MILAN Jeunesse, 2007)
- Sur le chemin (Éditions MILAN Jeunesse, 2006; puis Éditions SEUIL Jeunesse, 2016)
- Qui où quoi (Éditions MILAN Jeunesse, 2005; Éditions SEUIL Jeunesse, 2016)
- Méli-mélo chez les indiens (Éditions MILAN Jeunesse, 2005)
- Méli-mélo en Chine (Éditions MILAN Jeunesse, 2004)
- Méli-mélo à la ferme (Éditions MILAN Jeunesse, 2004)
- Méli-mélo (Éditions MILAN, 2003)
- À la mer (Collection Devine qui je suis ?, Éditions MILAN, 2003)
- À la ville (Collection Devine qui je suis ?, Éditions MILAN, 2003)
- À la ferme (Collection Devine qui je suis ?, Éditions MILAN, 2003)
- Au cirque (Collection Devine qui je suis ?, Éditions MILAN, 2003)

## Récompenses et distinctions
- Prix Sorcières 2006, catégorie Tout-petits : Qui où quoi (2005)
- Prix de l'album jeunesse Alain Gazeau 2006 : Méli-mélo chez les indiens (2005)
- Prix Sorcières 2004, catégorie Tout-petits : Méli-mélo (2003)
- Prix Escapages 2005 : Méli-mélo (2003)
- Prix Page à Page 2005 : Méli-mélo (2003)